# The Gentrys
The Gentrys waren eine Beatband aus Memphis, Tennessee, USA.

## Bandgeschichte
Die Gentrys wurden 1963 in Memphis gegründet. Innerhalb kürzester Zeit erspielten sie sich mit zahlreichen Auftritten bei Highschool-Tanzveranstaltungen den Ruf der beliebtesten Teenagerband der Gegend. 1965 bekamen sie einen Schallplattenvertrag und ihre erste Single Sometimes erschien. Das Lied blieb ein regionaler Erfolg, aber mit dem Ende 1965 veröffentlichten Song Keep On Dancing gelang ein Millionenseller. Es sollte der einzige bleiben, obwohl die Gruppe mit Unterbrechungen noch bis 1971 zusammen blieb.
Sänger James „Jimmy“ Hart ist Mitglied der WWE Hall of Fame und unter dem Namen „Mouth of the South“ als Wrestlingmanager aktiv.

## Diskografie

### Alben
| Jahr | Titel           | Höchstplatzierung, Gesamtwochen, AuszeichnungChartsChartplatzierungen (Jahr, Titel, Platzierungen, Wochen, Auszeichnungen, Anmerkungen) | Anmerkungen |
| Jahr | Titel           | US | Anmerkungen |
| ---- | --------------- | --- | ----------- |
| 1966 | Keep On Dancing | US99 (10 Wo.)US |             |

### Singles
| Jahr | Titel Album            | Höchstplatzierung, Gesamtwochen, AuszeichnungChartsChartplatzierungen (Jahr, Titel, Album, Platzierungen, Wochen, Auszeichnungen, Anmerkungen) | Anmerkungen |
| Jahr | Titel Album            | US | Anmerkungen |
| ---- | ---------------------- | --- | ----------- |
| 1965 | Keep On Dancing        | US4 (12 Wo.)US |             |
| 1966 | Spread It On Thick     | US50 (8 Wo.)US |             |
| 1966 | Everyday I Have To Cry | US77 (5 Wo.)US |             |
| 1970 | Cinnamon Girl          | US52 (12 Wo.)US |             |
| 1970 | Why Should I Cry       | US61 (6 Wo.)US |             |